# Vương tộc Lancaster
Vương tộc Lancaster (tiếng Anh: House of Lancaster; tiếng Pháp: Maison de Lancastre) là một nhánh của Vương tộc Plantagenet (giữ ngai vàng của Anh gần 3,5 thế kỷ, từ năm 1154 đến năm 1485). Nhánh vương tộc này được hình thành sau khi Vua Henry III của Anh tạo ra tước vị Bá tước xứ Lancaster cho người con trai thứ hai của ông là Edmund Crouchback vào năm 1267, từ đó tên gọi của xứ Lancaster trở thành tên chi nhánh. Edmund được trao thêm tước vị Bá tước xứ Leicester vào năm 1265, và được ban cho các vùng đất, cùng các đặc quyền mà trước đó Simon de Montfort, Bá tước thứ 6 của Leicester được thụ hưởng. Simon de Montfort đã đứng đầu phe Nam tước chống lại sự cai trị của Vua Henry III trong Chiến tranh Nam tước thứ hai (1264 - 1267) nên hoàng gia đã tước bỏ mọi tước vị và tài sản của ông, trao nó lại cho Vương tử Edmund. Khi con trai của Edmund là Thomas, Bá tước thứ 2 của Lancaster, thừa kế tài sản của cha vợ và tước hiệu Bá tước xứ Lincoln, ông đã trở thành nhà quý tộc quyền lực nhất nước Anh, với các vùng đất trên khắp vương quốc và khả năng nuôi quân đội tư nhân rộng lớn để nắm quyền lực ở cấp quốc gia và địa phương. Điều này khiến cho ông và người em trai Henry xung đột với người anh em họ là Vua Edward II của Anh, dẫn đến việc Thomas bị hành quyết. Henry thừa kế tước vị của Thomas, trở thành Bá tước thứ 3 của Lancaster, sau đó ông và con trai của mình là Henry của Grosmont, Công tước thứ nhất của Lancaster, đã hết lòng trung hành với con trai của Edward II là Vua Edward III của Anh.
Nhánh thứ hai của Nhà Lancaster có nguồn gốc từ con trai thứ 5 của Vua Edward III là Hoàng tử John, người đã kết hôn với nữ thừa kế của nhánh Lancaster đầu tiên là Blanche của Lancaster. Edward III đã gả tất cả các con trai của mình cho những người thừa kế giàu có ở Vương quốc Anh thay vì theo thông lệ của những người tiền nhiệm là tìm kiếm các cuộc hôn nhân chính trị trên khắp châu Âu. Henry của Grosmont, Công tước thứ nhất của Lancaster, không có người thừa kế nam giới nên Vua Edward III đã gả con trai của mình là Hoàng tử John cho con gái thừa kế của Henry, cũng vốn là người em họ thứ ba của John là Blanche của Lancaster. Điều này đã mang lại cho John khối tài sản khổng lồ của Nhà Lancaster. Con trai của họ là Henry đã soán ngôi vương gia của Nhà Plantagenet vào năm 1399 va lên ngôi vua với vương hiệu Henry IV, tạo ra một trong những phe phái trong Chiến tranh Hoa Hồng. Đây là một cuộc đấu tranh giành quyền lực giữa các hậu duệ của Edward III. Trong cuộc chiến này, thuật ngữ Lancastrian được sử dụng để chỉ những thành viên trong gia tộc Lancaster và những người ủng hộ họ. Nhà Lancaster có 3 thành viên là vua nước Anh, gồm có: Henry IV (1399 - 1413), Henry V (1413 - 1422) và Henry VI (1470 - 1471).
Vương tộc Lancaster đã tuyệt tự dòng nam sau vụ ám sát ở Tháp Luân Đôn của Henry VI, sau vụ hành quyết trên chiến trường đối với con trai Edward xứ Westminster, Thân vương xứ Wales, bởi những người ủng hộ Nhà York vào năm 1471. Người Nhà Lancaster không còn ai - trừ hậu duệ của những người con gái của John của Gaunt và Blanche của Lancaster là Phillipa và Catherine - tiếp tục ở trong các hoàng gia của Tây Ban Nha và Bồ Đào Nha trong khi sự nghiệp chính trị của Lancaster được duy trì bởi Henry Tudor - một dòng họ tương đối ít nổi tiếng của Beaufort - cuối cùng dẫn đến việc thành lập Nhà Tudor. Người Nhà Lancaster đã để lại một di sản thông qua sự bảo trợ của họ dành nghệ thuật, đáng chú ý nhất là trong việc thành lập Eton College và King's College, Cambridge. Tuy nhiên, chính những vở kịch lịch sử bị hư cấu một phần của William Shakespeare đã làm cho công chúng có những ánh nhìn sai lệch về vương triều này.

## Công quốc và Bá tước hành cung xứ Lancaster

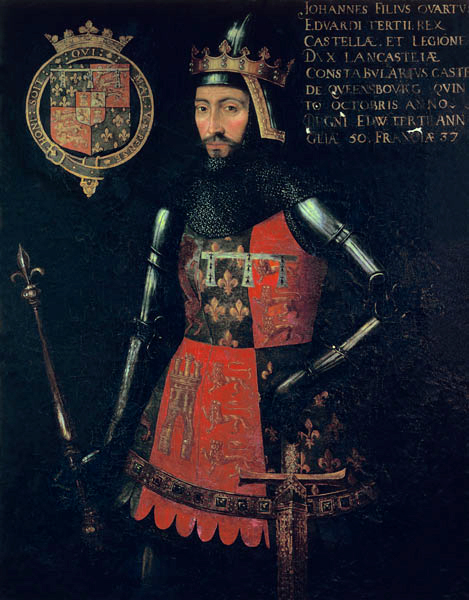
Chân dung của John xứ Gaunt

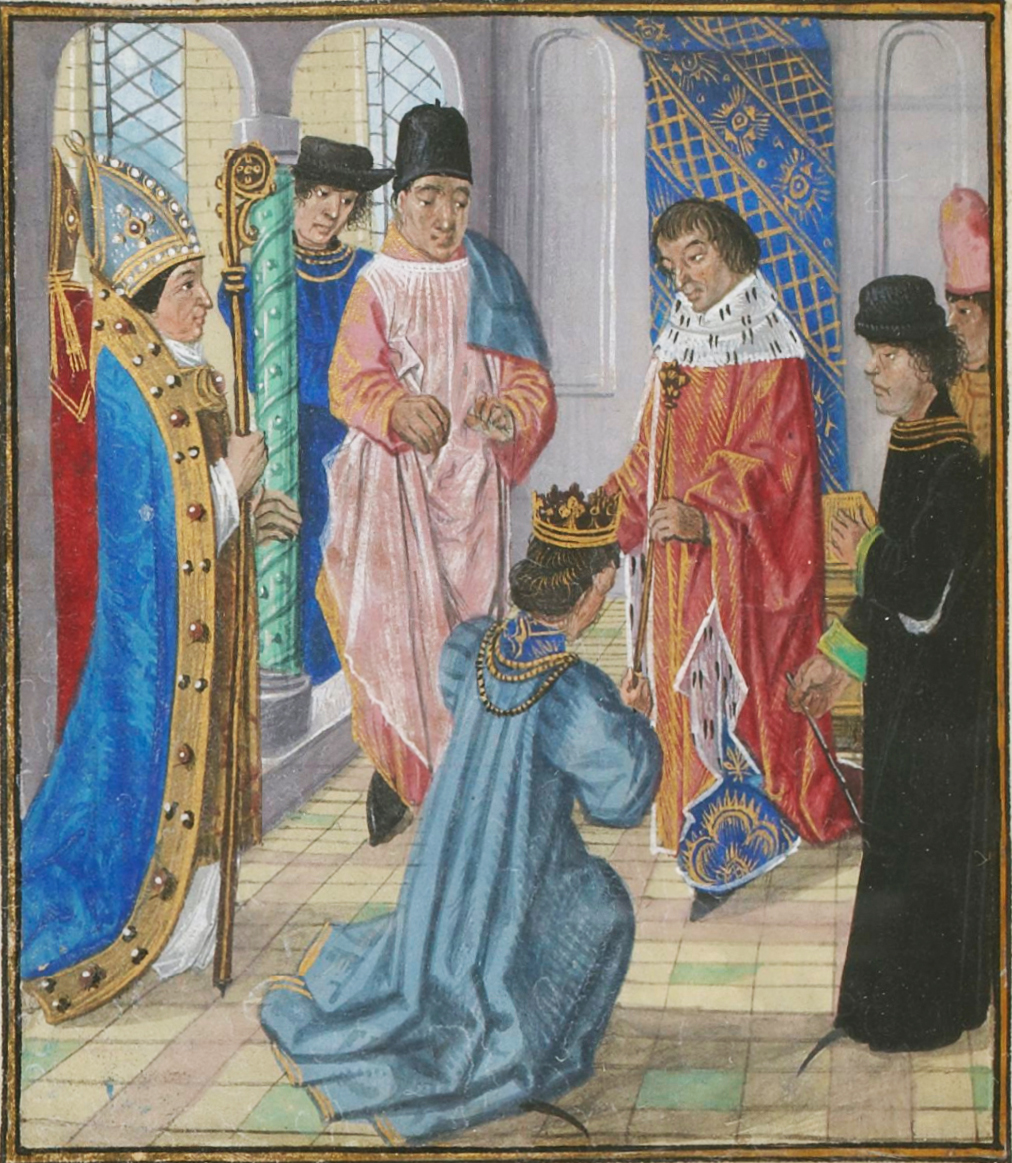
Vua Richard II của Anh trao lại vương miện cho Henry

## Thời kỳ cai trị của Henry IV

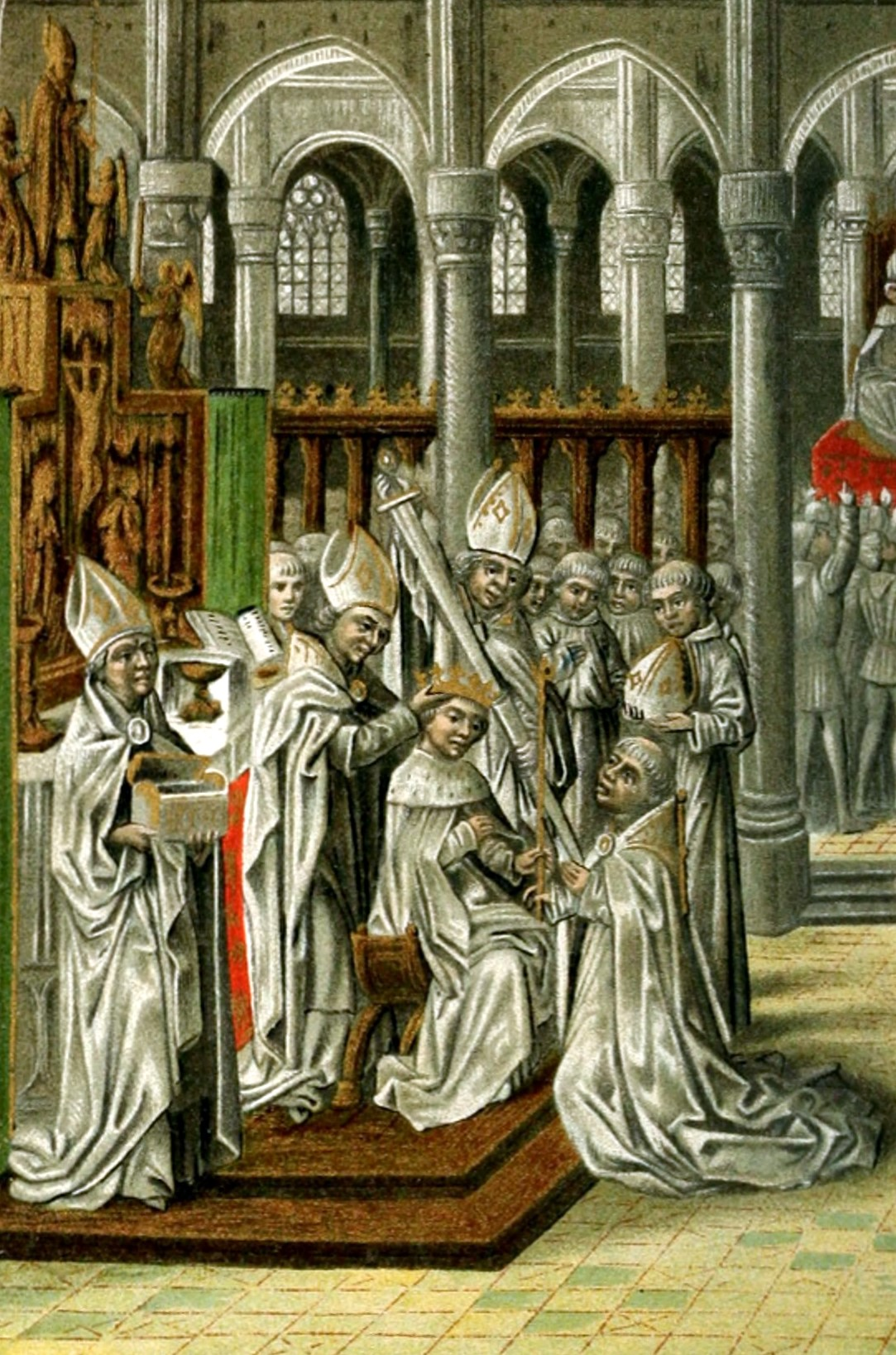
Henry IV của Anh đăng quang

## Henry V và Chiến tranh Trăm năm

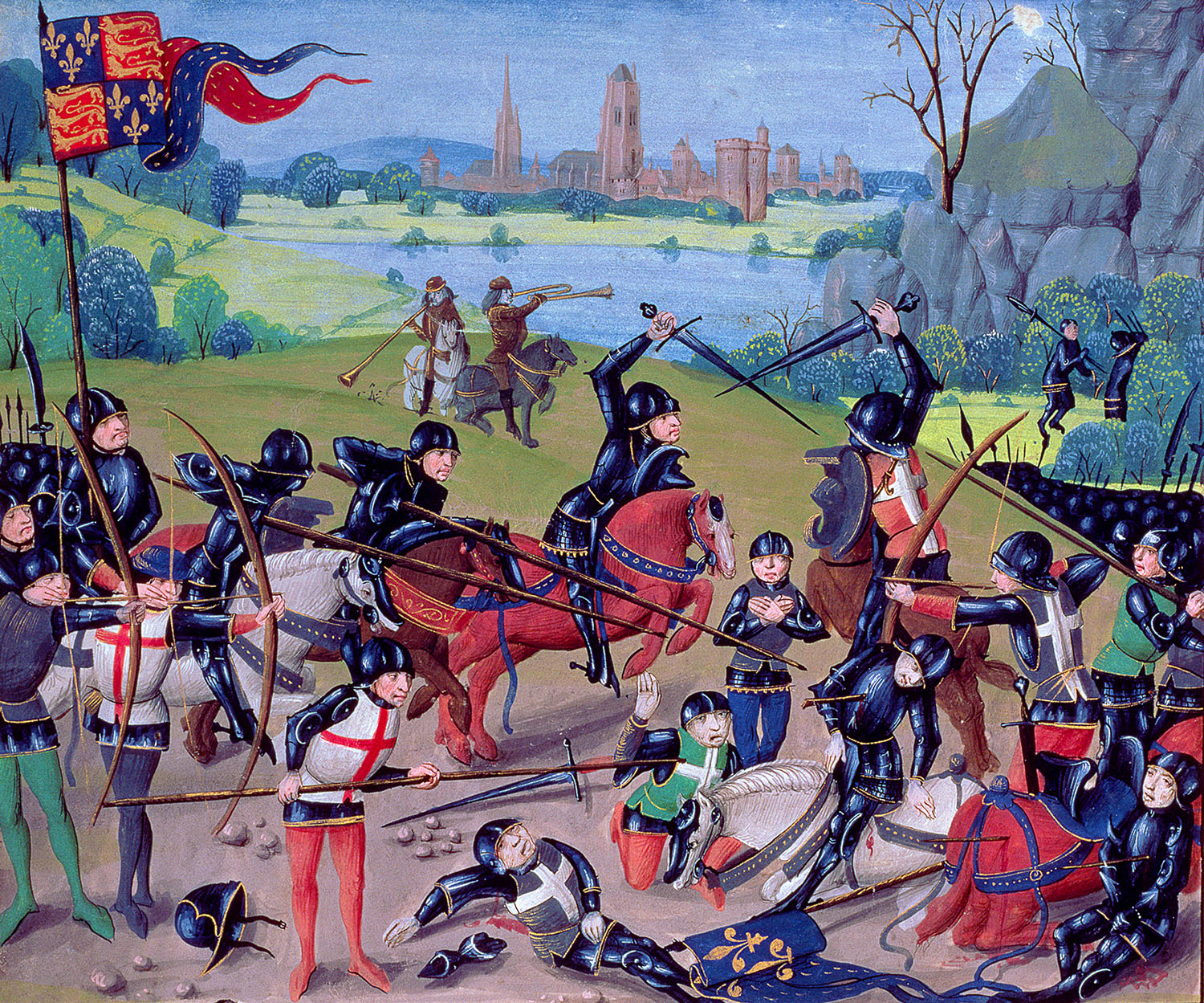
Chiến thắng của Henry V tại Trận Agincourt